# LDE – Comet bis Windsbraut
Die Comet, Faust, Blitz und Windsbraut waren vier der ersten Lokomotiven der Leipzig-Dresdner Eisenbahn-Compagnie (LDE). Es waren B-gekuppelte Maschinen, die Rothwell and Company in Manchester zwischen 1835 und 1838 gefertigt hatte.

## Geschichte

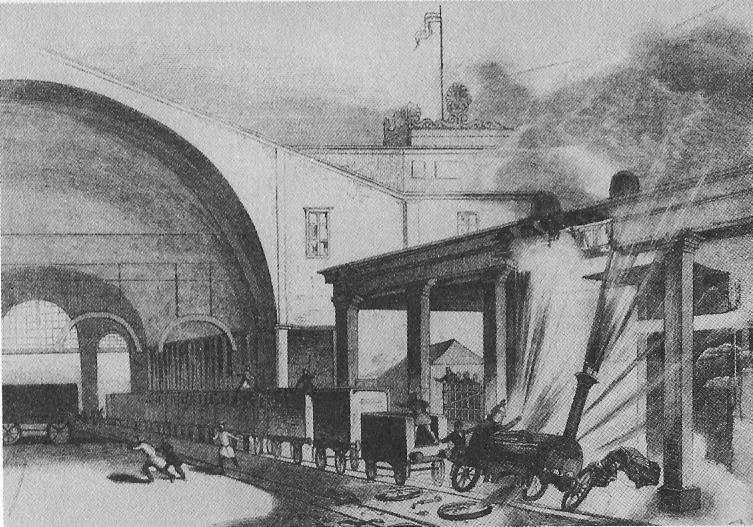
Explosion der WINDSBRAUT am 21. Mai 1846 in Leipzig

Die COMET war die erste Lokomotive, die nach Sachsen geliefert wurde. Sie traf im November 1836, zerlegt und in 15 Kisten verpackt, in Leipzig ein. Nach dem Wiederzusammenbau wurde sie ab 28. März 1837 erprobt und anschließend schon beim Bahnbau eingesetzt. Ihr folgten die beiden etwas größeren BLITZ und WINDSBRAUT(deren technischen Daten, falls abweichend, in der Tabelle hinter einem „/“ angegeben sind) und die FAUST, deren Abmessungen in etwa denen der COMET entsprachen.
Die Lokomotiven waren technisch  nicht ausgereift und sehr wartungsintensiv. Der Kessel der WINDSBRAUT explodierte am 21. Mai 1846 vor einem abfahrbereiten Zug im Dresdner Bahnhof in Leipzig. Die anderen Maschinen schieden bis 1849 aus dem Betrieb aus.

## Technische Merkmale
Alle Lokomotiven hatten einen zylindrischen Steh- und Langkessel, einen mit Blech beschlagenen Holzrahmen aus Eichenholz und innenliegende Zylinder und Steuerung. Als Konsequenz des schweren Eisenbahnunfall von Versailles in Frankreich wurde 1842 allgemein der Betrieb zweiachsiger Lokomotiven verboten und die Maschinen erhielten durch Anbau einer hinteren Laufachse die Achsformel B 1.